# Vikersundbakken
Vikersundbakken is een schans in het Noorse Vikersund. Het is de enige skivliegschans in de Noordse landen. 

## Geschiedenis
De schans werd gebouwd in 1936 en werd daarna diverse malen verbouwd en gerenoveerd. Vikersundbakken was reeds viermaal het decor van de wereldkampioenschappen skivliegen. In 2007 werd er voor de eerste keer ter wereld een avondmeeting gesprongen. De schans werd anno 2010-2011 vernieuwd en verlengd naar 225 m om alzo de grootste skivliegschans ter wereld te worden.
Er zijn reeds 9 wereldrecords gesprongen op deze schans. Het huidige wereldrecord staat op naam van Stefan Kraft en bedraagt 253,5 meter.